# Магдалена фон Хесен-Касел
Магдалена фон Хесен-Касел (на немски: Magdalena von Hessen-Kassel; * 25 август 1611, Касел; † 12 февруари 1671, Бедбург, Северен Рейн-Вестфалия) е принцеса от Хесен-Касел и чрез женитба алтграфиня на Залм-Райфершайд в Бедбург.

## Живот
Тя е дъщеря на ландграф Мориц фон Хесен-Касел (1572 – 1632) и втората му съпруга Юлиана фон Насау-Диленбург (1587 – 1643), дъщеря на граф Йохан VII фон Насау-Зиген (1561 – 1623) и Магдалена фон Валдек (1558 – 1599).  Майка ѝ Юлиана отива да живее през 1629 г. с децата си в дворец Ротенбург в Ротенбург на Фулда.
Магдалена се омъжва на 27 април 1646 г. в Ротенбург с алтграф Ерих Адолф фон Залм-Райфершайт (1619 – 1673), син на Ернст Фридрих фон Залм-Райфершайт (1583 – 1639) и Мария Урсула фон Лайнинген-Дагсбург-Фалкенбург († 1649).
Магдалена фон Хесен-Касел умира на 12 февруари 1671 г. на 59 години в Бедбург и е погребана там във францисканския манастир. Ерих Адолф се жени втори път на 24 юни 1671 г. във Вертхайм за Ернестина Барбара фон Льовенщайн-Вертхайм-Рошефорт (1655 – 1698).

## Деца
Магдалена и Ерих Адолф имат децата:
- Вилхелм Хайнрих (1647 – 1651)
- София Магдалена (1649 – 1675), омъжена на 24 януари 1669 г. за ландграф Карл фон Хесен-Ванфрид (1649 – 1711)
- Анна Ернестина Фелицитас (1650 – 1692), монахиня в Есен
- Мария Катарина Максимилиана (1651 – 1687), омъжена на 24 януари 1673 г. за Трухсес и граф Себастиан Вунибалд фон Валдбург-Цайл (1636 – 1700)